# Riedelella karabanovi
Riedelella karabanovi är en plattmaskart som beskrevs av Timoshkin OA 200. Riedelella karabanovi ingår i släktet Riedelella och familjen Rhynchokarlingiidae. Inga underarter finns listade i Catalogue of Life.